# Bastelicaccia
Bastelicaccia é uma comuna francesa na região administrativa de Córsega, no departamento de Córsega do Sul. Estende-se por uma área de 18,21 km². 